# Capitoli Choctaw
El Capitoli Choctaw és un edifici històric del comtat de Pushmataha dues milles al nord de Tuskahoma (Oklahoma). L'edifici allotja la Casa del Consell Nacional Choctaw, així com el Cementiri de la Vella Ciutat de Tuskahoma.

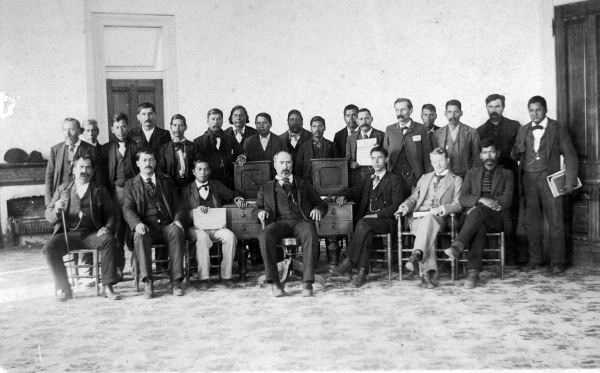
Senat de la Nació Choctaw, en l'edifici del Capitoli Choctaw a Tuskahoma, 1898.

Una oficina de correus va actuar com a Casa del Consell, Territori Indi del 6 de febrer de 1872 fins al 30 de juny de 1880. Les operacions postals foren dutes a terme més tard al proper Lyceum, situat a l'acadèmia de noies choctaw de Tuskahoma.
Durant els dies del Territori Indi la Casa del Consell era situada al comtat de Wade (Nació Choctaw).
Després de diverses dècades d'experimentació constitucional, durant les quals els choctaws van traslladar la seva capital nacional entre diverses ubicacions, el Consell Nacional a 1883 va autoritzar la construcció d'una seu permanent del govern a Tushka Homma. El nom significa "llar del guerrer vermell" en llengua choctaw, i la seva ortografia, ja s'ha estandarditzat com a Tuskahoma.
El Capitoli es va completar durant 1884. Té 70 peus de llarg per 70 peus d'ample i 50 peus d'altura. Consta de dues plantes i un àtic gran sota teulada. En la tardor de 1884 l'Indian Journal de Muskogee, Territori Indi, va escriure: "L'edifici del Capitoli és l'estructura més bella en el territori ..."
A l'interior del Capitoli estaven les habitacions per al Senat, Cambra de Representants, Cap Principal de la Cort Suprema, i els oficials constitucionals, incloent el fiscal Nacional i l'Auditor Nacional.
El Capitoli va estar actiu entre 1884 i 1907, quan la Nació Choctaw d'Oklahoma fou abolida i Oklahoma esdevingué estat. Després de convertir-se en estat l'edifici va caure en desús i en mal estat. Durant les últimes dècades, però, s'ha aconseguit una nova funció com a museu nacional de la reconstituïda Nació Choctaw, les oficines de l'executiu ara es troben a Durant (Oklahoma). La Nació Choctaw hi celebra el seu festival anyal Labor Day que convoca cantants i bandes country-western de reconeixement nacional i atrau més de 25.000 assistents.
Als jardins del Capitoli es troba un memorial de veterans de guerra choctaw. Inclou una secció especial en homenatge als famosos Choctaw Code Talkers, que va ser pioners en l'ús de les llengües ameríndies com a codi militar xifrat. Les seves gestes inicials van ser durant la Primera Guerra Mundial, i es van repetir per choctaws i altres tribus durant la Segona Guerra Mundial.
El Capitol està registrat al Registre Nacional de Llocs Històrics. Hom pot trobar més informació sobre el Capitoli, Tuskahoma i la Nació Choctaw a la Pushmataha County Historical Society.